# Machaerium sieberi
Machaerium sieberi är en ärtväxtart som beskrevs av George Bentham. Machaerium sieberi ingår i släktet Machaerium och familjen ärtväxter. Inga underarter finns listade i Catalogue of Life.